# Пацци, Мария Магдалина де
Мария Магдалина де Пацци (итал.  Maria Maddalena de' Pazzi; 2 апреля 1566, Флоренция — 25 мая 1607[…], Флоренция) — католическая святая, монахиня-кармелитка, мистик.

## Биография
Екатерина де Пацци родилась во Флоренции в одной из знатнейших и богатейших флорентийских семей, обучалась при флорентийском монастыре Сан-Джованнино. 1 декабря 1582 года вопреки воле отца, который желал выдать её замуж, вступила в новициат кармелитского монастыря Санта-Мария-дельи-Анджели. Годом позже принесла временные обеты. В 1584 году она серьёзно заболела и, желая умереть кармелиткой, в тяжёлом состоянии 27 мая 1584 года принесла вечные обеты и взяла монашеское имя Мария Магдалина. После принесения обетов болезнь отступила.
Сестра Мария Магдалина пользовалась большим уважением в монастыре, в 1604 году она была избрана помощницей настоятельницы. 25 мая 1607 года она скончалась. После смерти её тело осталось нетленным.
Крафт Эбинг в «Половой психопатии» отмечает особенную наклонность переживания религиозного экстаза Марией, в моменты бичевания:
«Величайшей радостью для неё было, когда настоятельница монастыря приказывала связывать ей руки за спину и бичевать по обнаженным ягодицам в присутствии всех монахинь. Однако бичевания эти, практиковавшиеся ею уже с ранней юности, совершенно расстроили её нервную систему, и, быть может, ни одна героиня бичевания не имела столько галлюцинаций, сколько она. Внутренний жар любви до того терзал её во время этих сцен, что она то и дело восклицала: „Довольно! Не разжигайте сильнее этого пламени, пожирающего меня! Не такой смерти желаю я себе, эта сулит мне чересчур много наслаждения и блаженства!“».

## Мистицизм
Мария Магдалина де Пацци сообщала в своём дневнике о мистических видениях ей Иисуса Христа и Девы Марии, приносившие ей радость и духовное утешение. Вести дневник она стала по указанию своего духовника, желавшего разобраться, не являются ли её мистические видения самовнушением или действием злых сил. Впоследствии он признал святость и подлинность мистического опыта Марии Магдалины.
В своих богословских размышлениях она подчёркивала мысль о Боге, как о всеобщей любви. Считала насущной необходимостью очищение и обновление Церкви, писала письма с соответствующими призывами папе Сиксту V и кардиналам.
Духовность Марии Магдалины де Пацци оказала большое влияние на кармелитскую духовность, и шире, на всю католическую духовность XVII—XVIII веков, особенно в Италии. Большое влияние она оказала на богословские работы Альфонсо Лигуори.

## Почитание
Мария Магдалина де Пацци была беатифицирована 8 мая 1626 года папой Урбаном VIII, а канонизирована 28 апреля 1669 года папой Климентом X. День памяти в Католической церкви — 25 мая.